# Оборчо
Оборчо (рос. Оборчо) — роз'їзд Тиндинського регіону Далекосхідної залізниці Росії, розташований на дільниці роз'їзд Бестужево — Нерюнгрі-Пасажирська між станціями Золотинка (відстань — 42 км) і Беркакіт (16 км). Відстань до рзд Бестужево — 177 км, до ст. Нерюнгрі-Пасажирська — 25 км; до транзитного пункту Тинда — 204 км.